# 張訥
張訥（？—？），字鮮辯，四川保寧守禦千戶所軍籍保寧府閬中縣人，明朝政治人物，同進士出身。

## 生平
万历三十四年（1606年）丙午科四川鄉試第二十四名举人，四十四年（1616年）丙辰科三甲三十四名进士。禮部觀政，本年丁憂。四十七年授行人司行人，天啓三年（1623年）考选，本年授浙江道御史，巡视太仓银库，四年巡视中城，天启五年（1625年）十二月，差巡按直隸蘇松。党附魏忠贤，承其意首劾吏部尚书赵南星，请毁东林、关中、江右、徽州诸书院。与魏廣微、徐紹吉、謝啓光号稱四奸。魏忠贤任用其兄张朴官至南京户部尚书，他因例回避职。崇禎元年（1628年）削籍为民，兄弟并列名魏党逆案。后判充军。

## 家族
曾祖张廷禄。祖张世延，赠府同知。父張文運，南京户部员外。兄张朴，萬曆二十六年戊戌進士。